# Sucesos (género periodístico)
La sección de Sucesos o crónica de Sucesos en los medios de comunicación de masas, ya sea prensa escrita, radio o televisión, suele ser una parte de las secciones de noticias dedicada a relatar las catástrofes, delitos y cualquier noticia trágica que pueda interesar a la audiencia.
Este subgénero del periodismo sensacionalista, es un tipo de información que no es clasificable en ninguna de las secciones que generalmente forman un medio de comunicación como: internacional, nacional, político, económico, deportes, etc. Como resultado, estas noticias se agrupan bajo el mismo título, a pesar de la ausencia de un vínculo entre ellas. Se trata generalmente de eventos trágicos, como crímenes, accidentes, hurtos y desgracias de todo tipo.
Según algunas opiniones, los medios le darían demasiada importancia a la cobertura de este tipo de noticias, debido a una supuesta atracción pública por tales eventos, y el beneficio resultante en términos de audiencia.

## Antecedentes en España
El antecedente histórico en el siglo XVI y XVII queda registrado en las Relaciones de sucesos.
En el siglo XIX apareció un semanario que recogía la crónica de sucesos, titulado "Los Sucesos".
Diarios como "La Correspondencia", "El Liberal", "El País" y "El Heraldo", fueron incluyendo la sección de sucesos entre sus contenidos.
Algunas publicaciones se especializaron en este género. En el siglo XX, el antiguo periódico El Caso.